# Луноход-1
«Лунохо́д-1» (Аппарат 8ЕЛ № 203) — луноход, первый в мире планетоход, успешно работавший на поверхности другого небесного тела — Луны с 17 ноября 1970 по 14 сентября 1971 года. Принадлежит к серии советских дистанционно-управляемых самоходных аппаратов «Луноход» для исследования Луны (проект Е-8); работал одиннадцать лунных дней (10,5 земных месяцев), проехал 10 540 м.
Прибытие Лунохода-1 состоялось через 485 дней (1 год 3 месяца) после посадки Аполлона-11, первого пилотируемого лунного корабля.

## Описание
Предназначался для изучения особенностей лунной поверхности, радиоактивного и рентгеновского космического излучения на Луне, химического состава и свойств грунта.
Масса планетохода составила 756 кг (в том числе шасси 105 кг, включая массу ходовой части с приводами 88 кг).
Длина с полностью открытой солнечной батареей — 4,42 м, ширина в верхней части — 2,15 м, ширина по колёсам — 1,60 м, высота — 1,92 м. Колёсная формула 8×8, трансмиссия электрическая (герметичные электродвигатели постоянного тока) с индивидуальным приводом колёс. Диаметр колёс — 510 мм, ширина — 200 мм, колёсная база — 1705 мм, ширина колеи — 1600 мм, просвет — 380 мм. Колёса выполнены из металлической сетки с титановыми лопатками.
Луноход имел две скорости движения, 0,8 и 2,0 км/ч, позволяющих двигаться вперёд и назад. Тормозная система — электродинамические замедлители и механические однодисковые тормоза с электромагнитным приводом. Подвеска независимая, торсионная с качанием рычагов направляющего механизма в продольной плоскости. Луноход мог разворачиваться на месте с нулевым радиусом разворота, на ходу — с радиусом разворота 2,7 м (по центру опорного четырёхугольника). Продольный угол статической устойчивости — 43°, поперечный — 45°. Луноход мог преодолевать выступы высотой 35 см и уступы высотой 40 см, трещины шириной 1,0 м, подъёмы в 20° (нормативно; в действительности расчёты проходимости по результатам движения на реальном лунном реголите показали, что луноход мог подниматься по 27-градусному склону).
Несущая конструкция безрамная, с несущим герметическим контейнером, представляющим собой вертикальный усечённый конус с выпуклыми основаниями (с меньшим диаметром у нижнего основания), изготовленным из магниевых сплавов. Верхнее основание используется как радиатор-охладитель системы терморегулирования, сверху закрывается поворотной крышкой с осью на задней части основания. Крышка имеет электромеханический привод и может фиксироваться в любом положении в диапазоне углов от 0 до 180°. На её внутренней стороне находится солнечная батарея; кроме того, крышка в течение лунной ночи закрывает радиатор и препятствует оттоку тепла.
Солнечная батарея собрана из кремниевых элементов, включённых в последовательно-параллельную цепь, обеспечивает до 1 кВт электрической мощности.
Доставлен на поверхность Луны 17 ноября 1970 года советской межпланетной станцией «Луна-17» и проработал на её поверхности до 14 сентября 1971 года (в этот день был проведён последний успешный сеанс связи с аппаратом). Таким образом, продолжительность работы «Лунохода-1» составила 302 суток.

### Оборудование

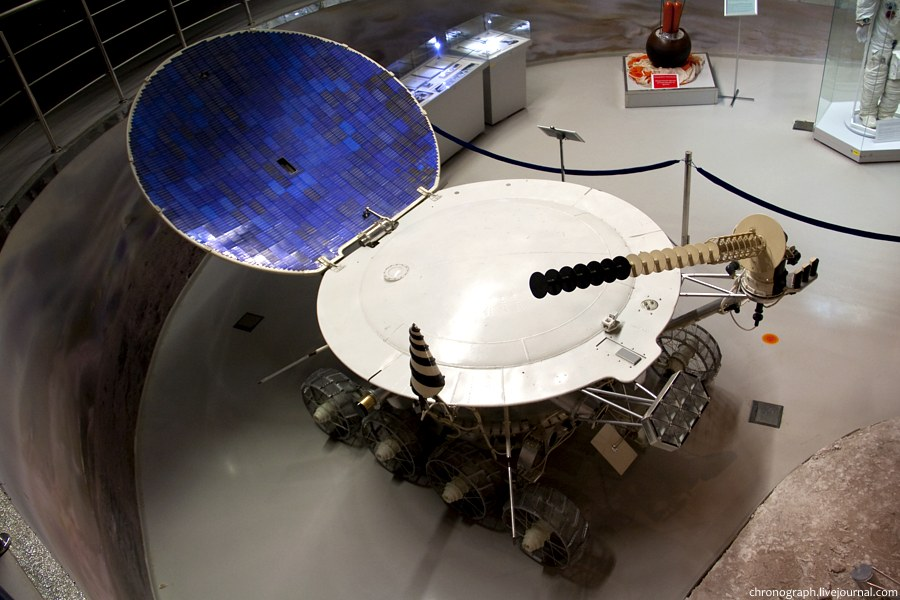
Копия «Лунохода-1» (с раскрытой солнечной батареей) в Мемориальном музее космонавтики в Москве

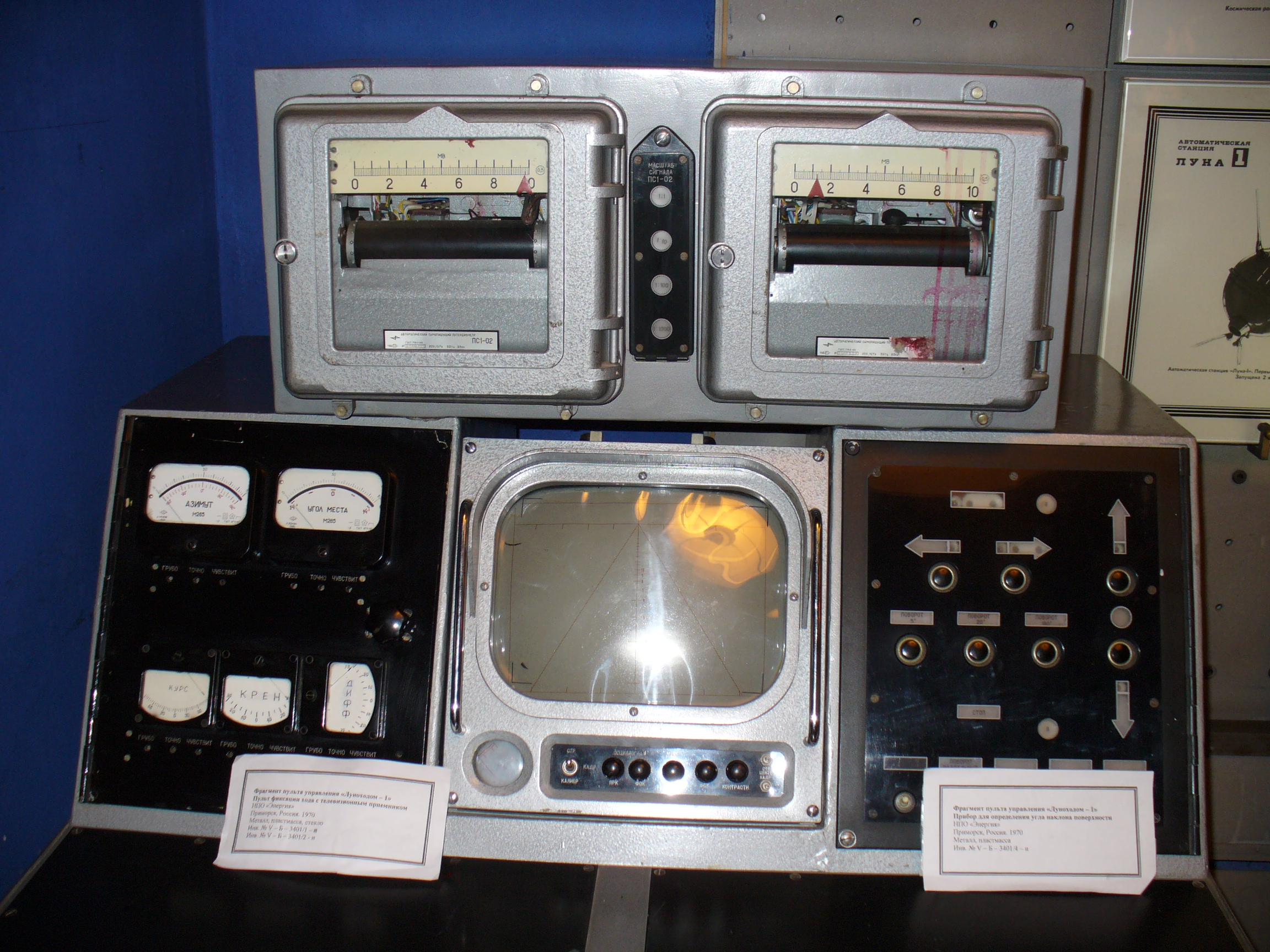
Пульт дистанционного управления «Луноходом» (пульт оператора остронаправленной антенны)

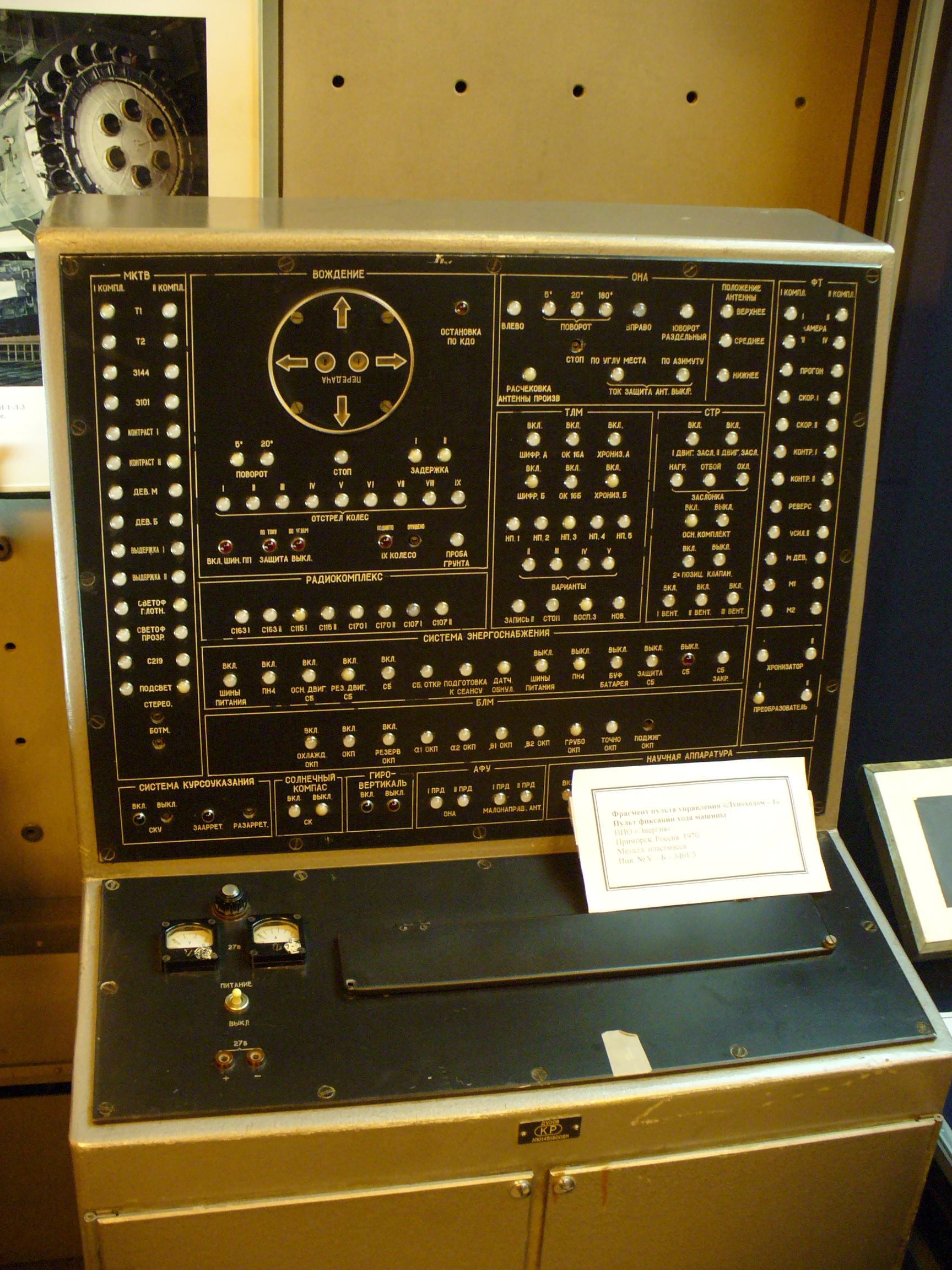
Пульт фиксации хода машины

- Две телекамеры (одна резервная), четыре панорамных телефотометра;
- Рентгеновский флуоресцентный спектрометр «РИФМА» (руководитель направления — Олег Генрихович Ивановский);
- Рентгеновский телескоп РТ-1;
- Одометр-пенетрометр ПрОП;
- Детектор радиации РВ-2Н;
- Лазерный рефлектор ТЛ

Поддержание температуры лунной ночью обеспечивалось радиоизотопным источником тепла В3-Р70-4 с начальной тепловой мощностью 150—170 Вт, которая выделялась изотопом полоний-210 (в составе полонида иттрия). Общая начальная масса полония — 1,1—1,2 г, период полураспада 138 дней.
Бортовая электросеть обеспечивала питание потребителей постоянным током с напряжением 27 В. Источниками питания являются солнечная батарея и заряжаемая с её помощью буферная аккумуляторная батарея.
Иллюминаторы основной и резервной телекамер установлены на передней части корпуса на высоте 950 мм от грунта. (Низкое расположение телекамер было признано создающим трудности для операторов, поэтому в «Луноходе-2» была добавлена выносная камера на высоте глаз стоящего человека.) Телекамеры передавали картинку с низким разрешением с периодичностью 20 секунд на кадр. Как в телекамерах, так и на мониторе на рабочем месте водителя лунохода на Земле использовался телевизионный вещательный стандарт; видеосигнал преобразовывался электроникой лунохода в малокадровый сигнал для передачи по узкополосному каналу на Землю. Скорость передачи регулировалась по командам с Земли. В центре управления сигнал вновь преобразовывался к стандартному видеосигналу. В камерах использовались специальные приёмные трубки — видиконы с регулируемой памятью (пермахоны) типа ЛИ414, позволявшие экспонированное в сотые доли секунды изображение передавать в течение десятков секунд в узкой полосе частот с четкостью 500—600 линий. Угол обзора телекамер составлял 50° по горизонтали. Одна из телекамер находится строго по центру гермокорпуса, вторая смещена вправо на 400 мм, оптические оси обеих камер параллельны продольной оси лунохода.
Рядом с камерами находится остронаправленная антенна с электромеханическим приводом, обеспечивающим точное наведение антенны на Землю, и неподвижная коническая спиральная антенна, а также кронштейн с жёстко закреплённым оптическим уголковым отражателем. Внизу передней части, вблизи от грунта, находится выносное оборудование спектрометра РИФМА.
На каждом из бортов корпуса установлены по две штыревые приёмные антенны и (в приливах гермокорпуса) по две панорамные телефотокамеры, снимающие панорамы перпендикулярно своей оси. Одна из панорамных камер на каждом борту, с горизонтальной осью, находится в миделевой плоскости и имеет вертикальную полосу обзора в направлении верх-вниз-вперёд-назад (угол обзора 360°×30°, позволяет, в частности, наблюдать звёзды для целей навигации, а также контролировать состояние колёс). Камера выдвинута так, чтобы крышка лунохода не перекрывала поле зрения сверху, её ось находится на высоте 1113 мм. Эти камеры, работая вместе, позволяют получить стереоскопические изображения со стереобазой 2,3 м участков поверхности, находящихся на расстоянии 4,5 м впереди и сзади лунохода. Кроме того, эти телефотокамеры конструктивно объединены с расположенными ниже их датчиками лунной вертикали, представляющими собой круглую стеклянную чашу с радиальной калибровочной шкалой и свободно катающимся в ней металлическим шариком. Изображение калибровочных шкал и шариков передаётся как часть панорам.
Вторая панорамная телефотокамера на каждом борту установлена на 10° сзади от плоскости миделя, имеет угол обзора 180°×30° и наклонена на 15° к вертикали, так что полоса обзора охватывает лунную поверхность сбоку от лунохода на минимальном расстоянии 1,4 м. Каждая 180-градусная панорама имела разрешение 500×3000 пикселей, 360-градусная — 500×6000. Все четыре панорамные телефотокамеры используют одноканальные фотоприёмники (фотоумножитель ФЭУ-96, имеющий площадь фотокатода 3 мм2, на который передаётся свет с помощью системы оптико-механической развёртки). Каждая панорамная камера имела фокусное расстояние 12,5 мм, относительное отверстие 1:6, расстояние фокусировки от 1,5 м до бесконечности. Панорамы могли передаваться с двумя скоростями (4 или 1 строка в секунду), соответственно полная 360-градусная панорама снималась за 25 или 100 минут. В камерах использовалась автоматическая регулировка чувствительности по сигналу с постоянной времени 5…10 с, а также дополнительный режим работы с пониженной чувствительностью для съёмки Солнца. Аналогичные панорамные камеры были установлены на АМС «Луна-16» и «Луна-20».
На задней части корпуса установлен изотопный теплогенератор, мерное ведомое колесо одометра, механический пенетрометр для исследования свойств грунта (прибор оценки проходимости).

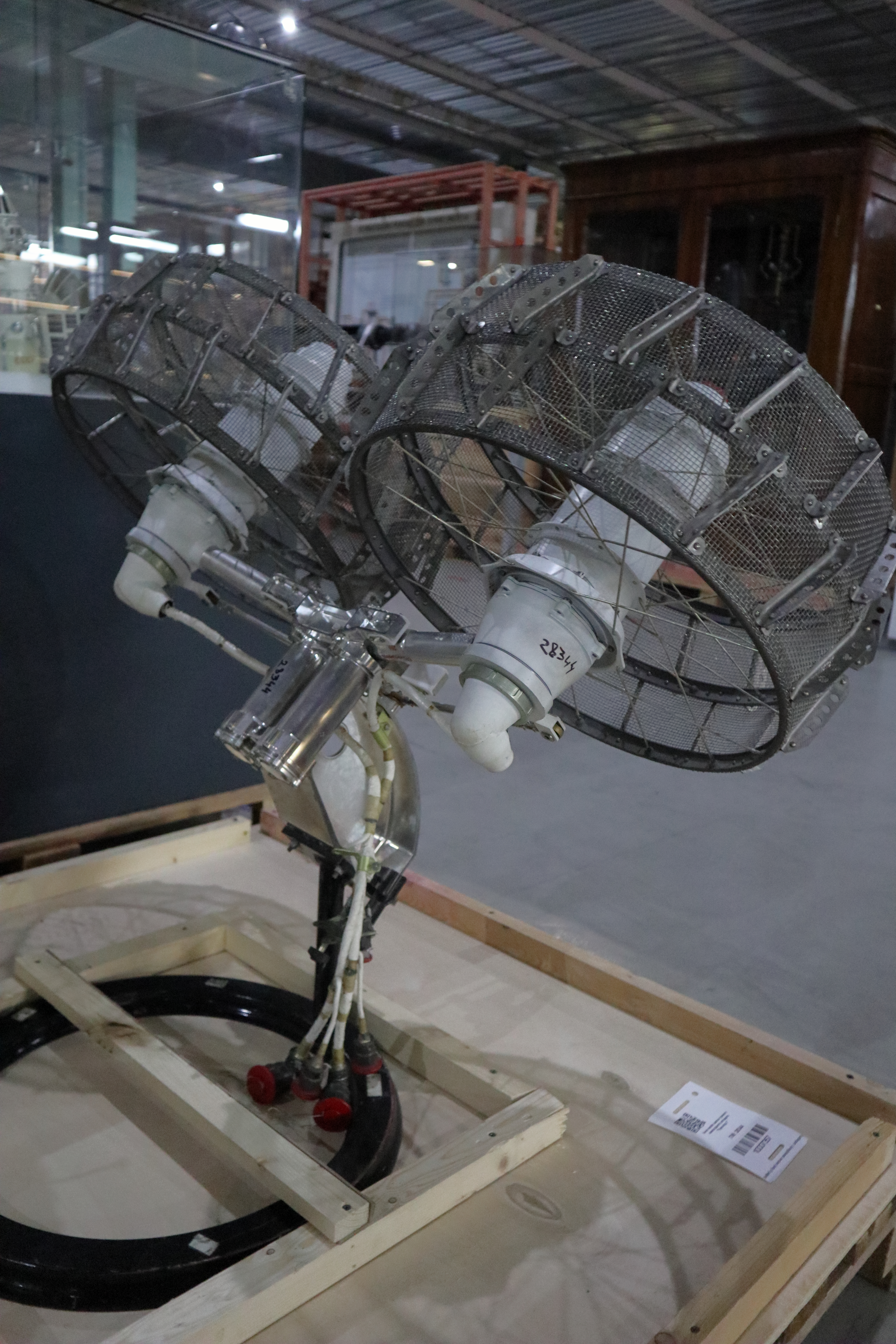
Блок колёс шасси лунного самоходного аппарата "Луноход-1" в Политехническом музее

Оборудование в гермоконтейнере установлено на приборной раме, крепящейся на силовом шпангоуте днища. На этом же шпангоуте снаружи закреплены четыре кронштейна ходовой части, состоящей из восьмиколёсного движителя и индивидуальной эластичной подвески колёс. Статический прогиб подвески средних колёс составляет 60 мм, крайних — 21 мм; динамический прогиб подвески всех колёс составляет 100 мм. Каждое колесо имеет индивидуальный редуктор и тяговый электродвигатель. В случае аварийного заклинивания редуктора или электродвигателя ось каждого колеса может быть по команде с Земли необратимо расцеплена с редуктором путём подрыва пироустройства, разрушающего выходной вал редуктора по ослабленному сечению; в результате заблокированное колесо становится ведомым. Эта возможность в ходе эксплуатации никогда не была использована. Аппарат был рассчитан на передвижение даже в случае, когда ведущими останутся лишь по два колеса с каждой стороны.
Внешние устройства лунохода имеют пассивное терморегулирование. Гермоконтейнер обеспечивается стабилизацией температуры с помощью двухконтурной активной циркуляционной системы терморегулирования, включающей контуры нагрева и охлаждения. Контур нагрева соединяет изотопный теплогенератор, находящийся снаружи гермокорпуса, и внутренний теплообменник. Охлаждающий контур включает в себя радиатор-охладитель на верхнем основании гермоконтейнера и четыре испарителя-теплообменника, в которых газ-теплоноситель охлаждается за счёт испарения воды (по незамкнутому циклу, то есть вода испаряется во внешнее пространство). Испарители-теплообменники, расположенные на магистрали, соединяющей радиатор и гермоотсек, дополнительно охлаждают газ-теплоноситель во время движения при больших углах возвышения Солнца. Перемещение газа по магистралям и внутри гермоконтейнера обеспечивается системой заслонок и вентиляторов, управляемых автоматически. В ходе эксплуатации температура внутри гермоконтейнера поддерживалась в диапазоне 273…313 К (0…+40° C).
Ориентация контролировалась с помощью внутренних гироскопов.

### Запуск и эксплуатация

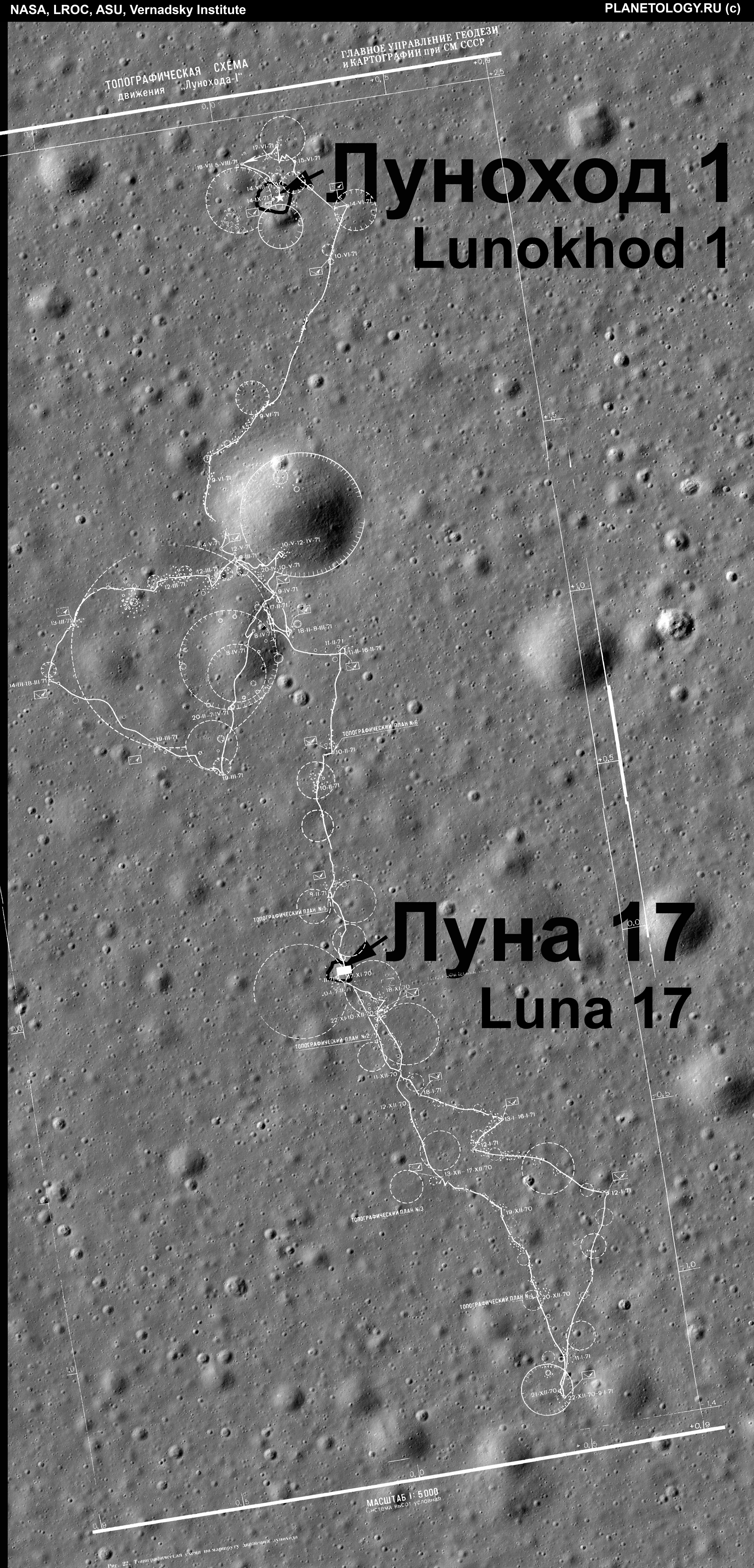

Автоматическая межпланетная станция «Луна-17» с «Луноходом-1» стартовала 10 ноября 1970 года и 15 ноября вышла на орбиту искусственного спутника Луны.
17 ноября 1970 года в 03:46:50 по всемирному времени станция благополучно прилунилась в Море Дождей в точке с координатами 38,25 ю. ш. и 325,00 в. д. с вертикальной скоростью около 2 м/с. На поверхность Луны был доставлен пятиугольный вымпел с барельефом В. И. Ленина, Государственный флаг СССР и Государственный герб СССР. В 06:28 UT были откинуты пандусы, «Луноход-1» открыл крышки телекамер и передал панораму пандусов, чтобы убедиться в отсутствии препятствий, а затем съехал на лунный грунт, проехал 20 м по поверхности и поднял крышку с солнечной батареей для зарядки аккумулятора. За первые трое земных суток луноход проехал 197 метров и в связи с наступлением лунной ночи перешёл в ждущий режим.
В течение первых трёх месяцев запланированной работы помимо изучения поверхности аппарат выполнял ещё и прикладную программу, в ходе которой отрабатывал поиск района посадки пилотируемой лунной кабины. После выполнения программы луноход проработал на Луне в три раза больше своего первоначально рассчитанного ресурса (3 месяца). За время нахождения на поверхности Луны «Луноход-1» проехал 10 540 м, обследовав площадь в 80 000 м², передал на Землю 211 лунных панорам и 25 тысяч фотографий. Максимальная скорость движения составила 2 км/ч. Суммарная длительность активного существования Лунохода составила 301 сутки 06 ч 37 мин. За 157 сеансов с Землёй было выдано 24 820 радиокоманд. Прибор оценки проходимости отработал 537 циклов определения физико-механических свойств поверхностного слоя лунного грунта, в 25 точках проведён его химический анализ.
8 марта 1971 года операторы «Лунохода-1» в честь праздника дважды «нарисовали» на Луне колёсами цифру «8».
Последний успешный сеанс связи состоялся 14 сентября 1971 в 13:05 по всемирному времени, на этот момент было отмечено неожиданное уменьшение давления в гермообъёме корпуса. К сентябрю 1971 года температура внутри герметичного контейнера лунохода стала падать, так как исчерпался ресурс изотопного источника тепла — к этому времени его тепловыделение упало более чем в 4 раза по сравнению с моментом посадки. 30 сентября аппарат на связь не вышел. 4 октября все попытки войти с ним в контакт были прекращены и было объявлено об официальном завершении программы.
За 302 суток работы луноход прошёл 10,5 км со средней скоростью 0,14 км/ч. 18 % времени он находился в движении. Максимальная длительность непрерывного движения на первой передаче составляла 50 секунд, на второй — 9 секунд. При прямолинейном движении луноход отработал около 2450 команд управления движением на первой передаче и только одну команду — на второй. Было выполнено 1175 команд поворота на месте (повороты в движении не выполнялись) и около 3650 команд «стоп». За время работы диагностировано 10-15 опасных ситуаций, таких как срабатывание защиты по крену и дифференту, по перегрузкам электродвигателей ведущих колёс, непреднамеренные заезды в молодые кратеры диаметром около 2 м и углом наклона стенок 15…25°. Основными причинами таких ситуаций были признаны ошибки в определении размеров и расстояний до препятствий, а также потеря ориентировки на местности. Это объясняется неблагоприятными условиями освещённости при высоком Солнце, поэтому в такие периоды обычно проводились работы, не требующие интенсивного движения (зарядка аккумулятора, исследование свойств грунта и т. п.). Луноход передал на Землю более 20 000 изображений, 206 панорам, 25 рентгеновских анализов состава грунта, более 500 результатов физико-механических тестов грунта с помощью пенетрометра.
В марте 2010 года «Луноход-1» был найден исследователями на снимках зонда LRO. 22 апреля 2010 года группа американских учёных из университета Калифорнии в Сан-Диего под руководством Тома Мерфи сообщили, что смогли впервые с 1971 года получить отражение лазерного луча от отражателя «Лунохода-1».
Положение «Лунохода-1» на поверхности Луны: 38°18′55″ с. ш. 35°00′29″ з. д. / 38,3152° с. ш. 35,0080° з. д.. Один из разработчиков советской лунной программы Михаил Маров по этому поводу сообщил, что координаты обоих «Луноходов» никогда не терялись.
| Лунный день | Дата                               | Расстояние, метров | Примечание                                                                                      |
| ----------- | ---------------------------------- | ------------------ | ----------------------------------------------------------------------------------------------- |
| 1-й         | 17 ноября 1970 — 24 ноября 1970    | 197                | На юго-восток, отход от лунной ночи                                                             |
| 2-й         | 08 декабря 1970 — 23 декабря 1970  | 1522               | На юго-восток                                                                                   |
| 3-й         | 07 января 1971 — 21 января 1971    | 1936               | На юго-восток, затем северо-запад с возвратом 18.01.1971 к месту посадки «Луна-17»              |
| 4-й         | 07 февраля 1971 — 20 февраля 1971  | 1573               | На север, исследование кратера диаметром 540 м                                                  |
| 5-й         | 07 марта 1971 — 20 марта 1971      | 2004               | Исследование кратеров диаметром 540 и 240 м                                                     |
| 6-й         | 06 апреля 1971 — 20 апреля 1971    | 1029               | Исследование кратеров диаметром 540 и 240 м                                                     |
| 7-й         | 06 мая 1971 — 20 мая 1971          | 197                | Исследование кратера диаметром 240 м, движение на северо-запад, исследование небольшого кратера |
| 8-й         | 04 июня 1971 — 11 июня 1971        | 1560               | Сложный рельеф в межкратерной зоне                                                              |
| 9-й         | 03 июля 1971 — 17 июля 1971        | 219                | На северо-запад, затем северо-восток                                                            |
| 10-й        | 02 августа 1971 — 16 августа 1971  | 215                | На север, исследование кратера диаметром 200 м                                                  |
| 11-й        | 31 августа 1971 — 15 сентября 1971 | 88                 | Исследование кратера диаметром 200 м                                                            |

14 июня 2012 года Международный астрономический союз утвердил названия для 12 кратеров по трассе «Лунохода-1» (кратеры Альберт, Боря, Вася, Валера, Витя, Гена, Игорь, Коля, Костя, Леонид, Николя, Слава).

## Эксперименты по лазерной локации
На «Луноходе-1» был установлен уголковый отражатель, с помощью которого ставятся эксперименты по точному определению расстояния до Луны. Размеры отражателя составляют 44,8 × 20,4 × 7,5 см, площадь 640 см2, он состоит из 14 триппель-призм в форме угла куба, углы которых подогнаны к 90° с погрешностью 0,2 угловой секунды. Все грани триппель-призм, кроме входных, покрыты серебром, увеличивающим коэффициент отражения до 0,9. Нижняя часть панели защищена многослойным термоизолятором. Угловая апертура всего отражателя (угол расхождения светового пучка после отражения) равен 6,0 угловой секунды при облучении светом с длиной волны 694,3 нм. Призмы рассчитаны на работу при температурах от −150 до −4 °C в условиях лунной ночи (днём тепловые деформации значительно ухудшают направленность отражателя). Отражатель (как и идентичный для установки на «Луноходе-2») был заказан у французских фирм «Sud Aviation» и «Jobin et Ivon». Призмы выполнены из высокооднородного плавленого кварца (материал Homosil); масса отражателя 3,5 кг, размер каждого элемента 8,9 см.
Отражатель «Лунохода-1» в декабре 1970 обеспечил порядка 20 наблюдений из Крымской астрофизической обсерватории с использованием 2,6-метрового Зеркального телескопа Шайна (первое — 5 декабря 1970 г.), позволявшие определять расстояние до отражателя с погрешностью 3 м, с откликом в среднем 0,07 фотоэлектрона на один лазерный импульс. Однако дальнейшие попытки, повторённые также во Франции и США, в течение долгого времени оставались бесплодными, что привело к мнению, что отражатель перестал функционировать. Усовершенствование аппаратуры в КрАО в 1974 году вновь позволило получать сигналы от отражателя «Лунохода-1» как минимум до начала 1980-х годов; в 1983 году эти работы прекратились в связи с закрытием в СССР лунных космических программ.

## Галерея изображений

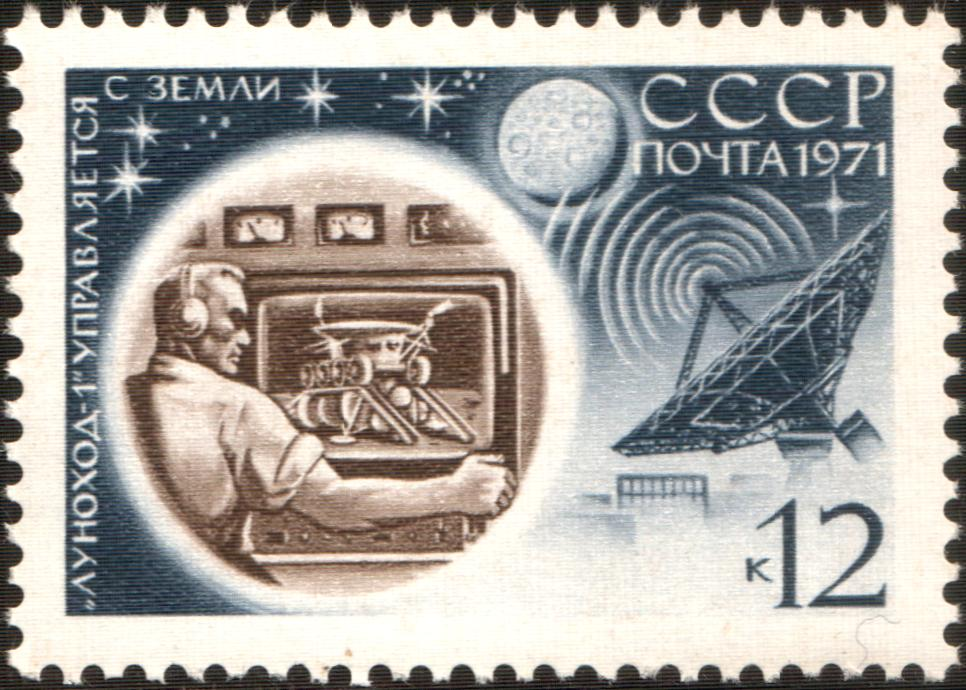
Почтовая марка СССР. 1971. «Луноход-1» управляется с Земли
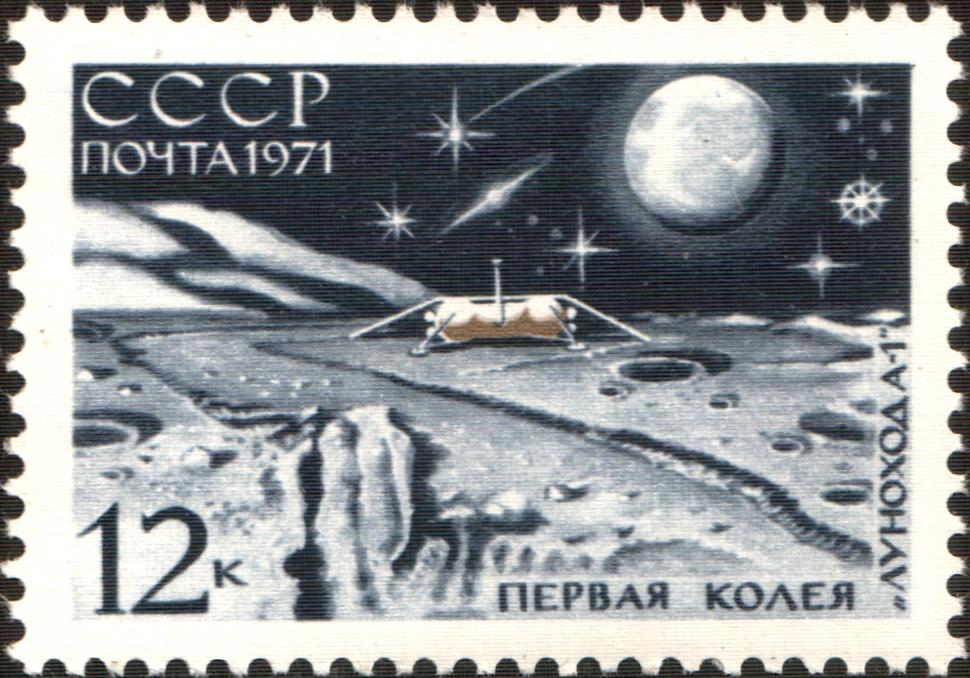
Почтовая марка СССР. 1971. Первая колея «Лунохода-1»
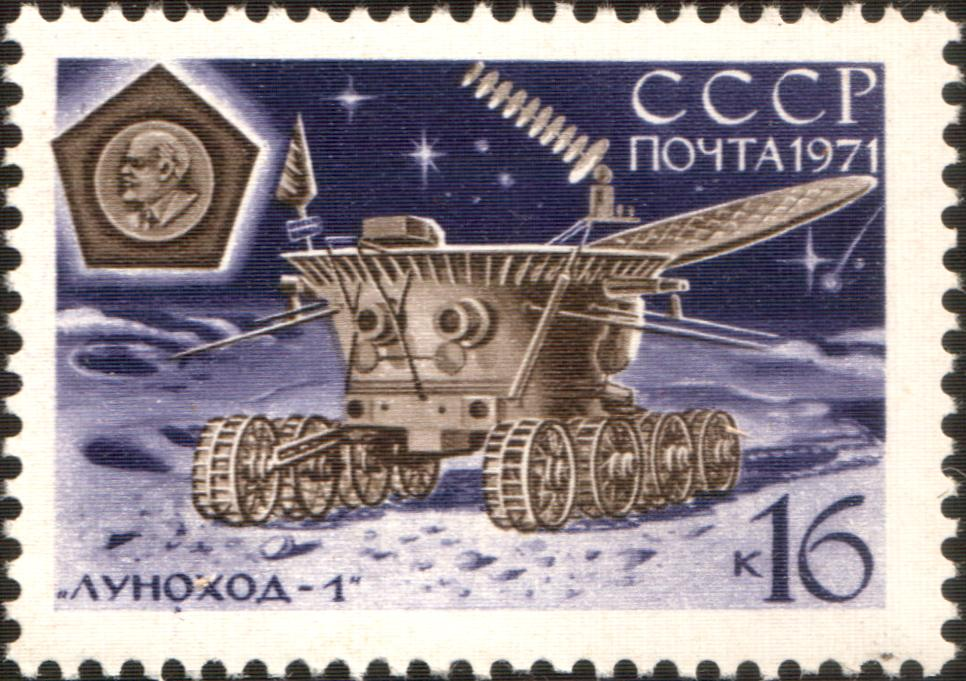
Почтовая марка СССР. 1971. «Луноход-1»
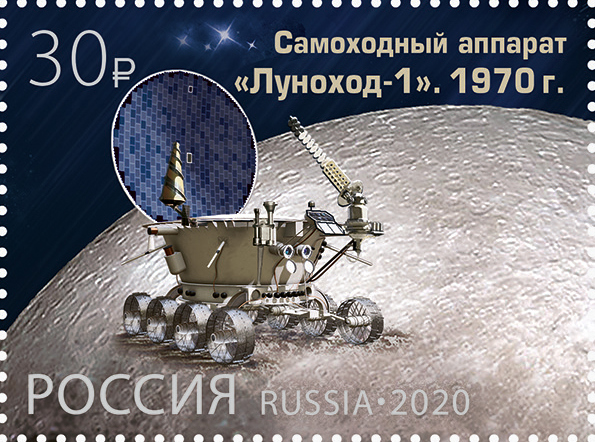
Почтовая марка России 2020 года. «Луноход-1»
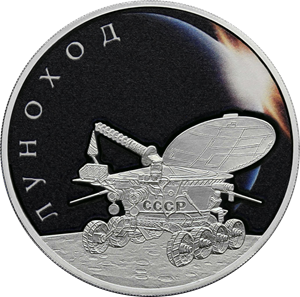
Монета Банка России, 2022 год.
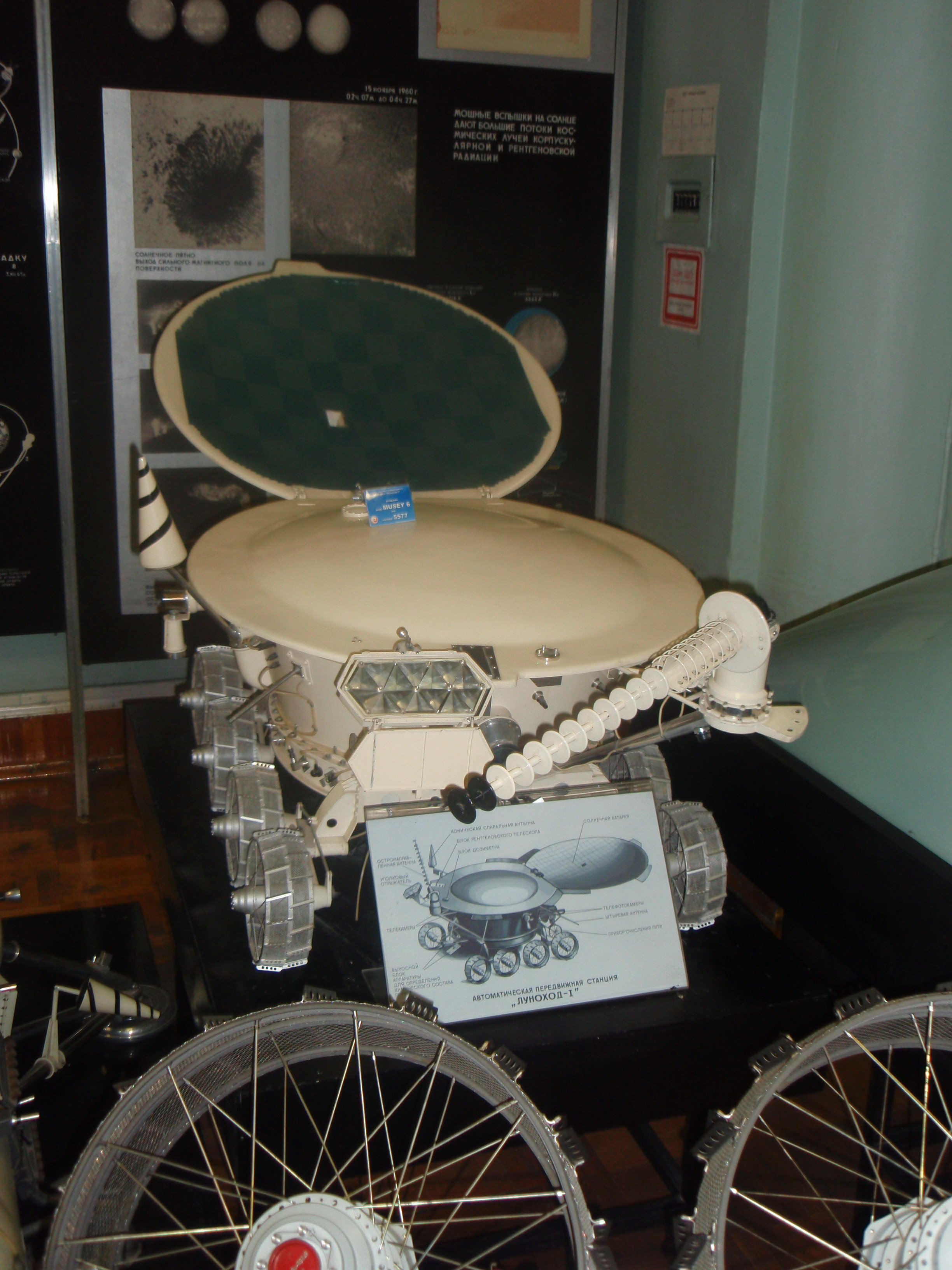
Копия «Лунохода-1» в Политехническом музее в Москве
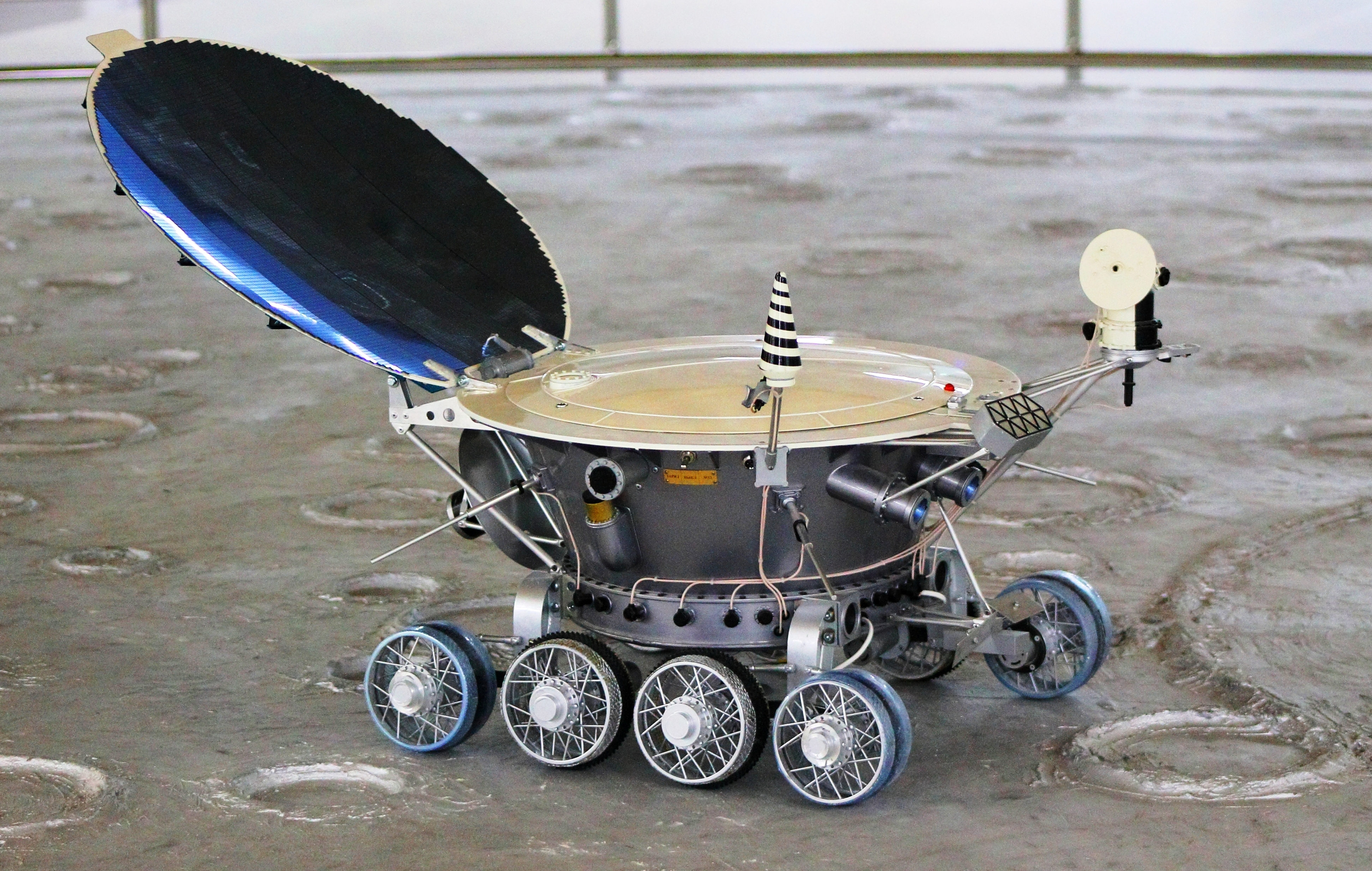
Модель «Лунохода-1» (с раскрытой солнечной батареей) в развлекательном центре «Галактика», Красная Поляна, Сочи
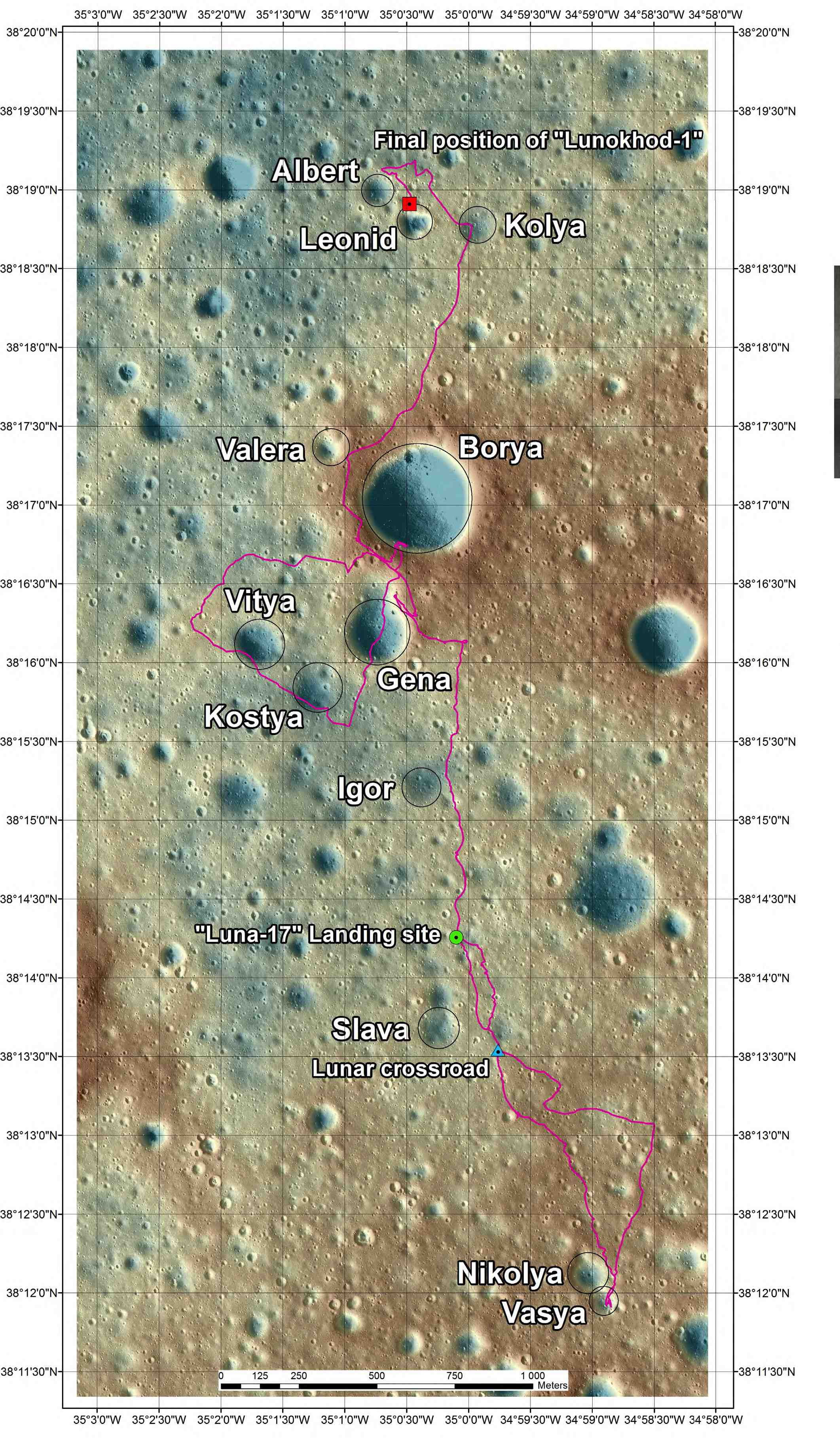
Кратеры Альберт, Боря, Вася, Валера, Витя, Гена, Игорь, Коля, Костя, Леонид, Николя, Слава
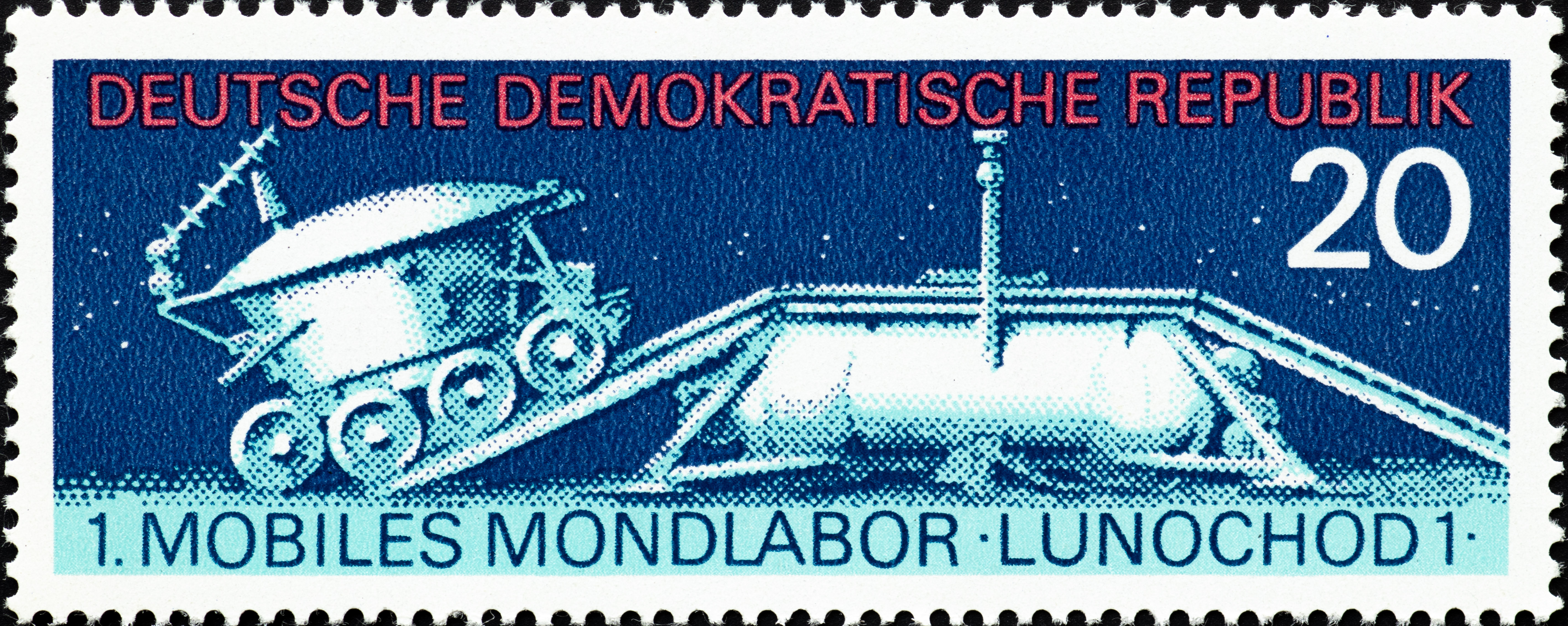
Почтовая марка ГДР. 1970. «Луноход-1».

### Сноски
1. 1 2  В Музее космонавтики и ракетной техники имени В. П. Глушко, Иоанновский равелин Петропавловской крепости, Санкт-Петербург
2. ↑  Сканы панорам «Лунохода-1» доступны на сайте Лаборатории сравнительной планетологии ГЕОХИ Архивная копия от 28 января 2019 на Wayback Machine
3. ↑  Виден, например, на снимке M114185541RE Архивная копия от 29 декабря 2017 на Wayback Machine, сделанном LRO 30 ноября 2009 года на 1961 витке, по информации на сайте камеры LRO. Архивировано 10 апреля 2014 года.